# El Turuñuelo
El Turuñuelo, Turuñuelo de Guareña o Casas del Turuñuelo es un yacimiento arqueológico tartésico del siglo V a. C., que se encuentra en el término municipal de Guareña (Badajoz), cerca de Yelbes. A unos 3 km se encuentra la necrópolis tartésica de Medellín.

## Excavaciones
Los trabajos de excavaciones que lleva a cabo el Instituto de Arqueología de Mérida (IAM), están coordinados por Sebastián Celestino Pérez y Esther Rodríguez González. Hay una docena de yacimientos arqueológicos tartésicos en el Valle del Guadiana, de los que se han excavado tres: Cancho Roano (cerca de Zalamea de la Serena), La Mata (en Campanario) y El Turuñuelo.

## Historia
Desde la década de 1990 se conocía la existencia del túmulo de El Turuñuelo, y en 2014 se realizó un sondeo estratigráfico. Se han sucedido tres campañas de excavaciones. La primera campaña (2015) fue financiada por la Junta de Extremadura con fondos Feder de la Unión Europea, y la segunda por el Ministerio de Economía y Competitividad. En 2015 se descubrió un habitáculo de 70 m² en muy buen estado de conservación, en el que se hallaron, en el centro, un altar de adobe con forma de piel de toro, bancos corridos y una bañera de 1,70 m, «considerada como uno de los hallazgos más extraordinarios de la excavación, un elemento hasta ahora desconocido y que se podría dedicar a hacer algún ritual relacionado con el agua», según Sebastián Celestino. «Lo llamamos bañera o sarcófago por su forma. Está hecho con un material extraño a base de cal y no sabemos qué contenía; no tiene ningún orificio de salida y, por lo tanto, puede ser para contener agua, para hacer algún tipo de ritual que se nos escapa», explica Sebastián Celestino.
En 2017, se sacó a la luz una escalinata con 10 escalones y 2,5 metros de altura que une dos plantas; la inferior aún no se ha excavado. El material es un tipo de mortero de cal y granito triturado, que se encofraba y constituía una especie de protocemento (lo más parecido, el opus caementicium romano, es un siglo posterior). En abril del mismo año, se encontraron junto a la escalinata los restos de dos caballos sacrificados. Menos de dos meses después, se habían exhumado los restos de otros 17 caballos, de dos toros y de un cerdo.
El sacrificio de estos animales formaría parte de un ritual de los pobladores, que incluiría un banquete comunitario y el inmediato incendio del santuario tartésico, que fue enterrado y abandonado. El sacrificio ofrendado a sus divinidades, se realizó en el patio principal  de la estancia sur, zona en la que se hallaron muchas conchas y huesos echados al suelo. Sebastián Celestino, resalta la importancia del hallazgo del ajuar empleado en el banquete: dos jarros, coladores y otros enseres, además de vasos de imitación griega y de platos y vasos con bandas pintadas de color rojo. La buena conservación del recinto religioso y de los objetos de bronce del ritual, se debe a que el fuego solidificó los muros de adobe de tres metros de ancho, y la tierra con la que se cubrió el recinto preservó los metales. El 31 de mayo de 2017 finalizó la segunda fase de excavaciones, de dos meses de duración. 
El túmulo del Turuñuelo tiene en la actualidad una hectárea de extensión. En las campañas de 2015-2016, se hallaron restos cerámicos, arquitectónicos, semillas, restos de alfombras de esparto y otros tejidos, un caldero y una parrilla de bronce y otros muchos objetos de este metal. Entre las tres campañas se ha excavado el 10 % del total del yacimiento. Esther Rodríguez señaló que hasta octubre de 2017, en que posiblemente se reanudara la campaña, se procedería a documentarla. La restauración de los bronces hallados, prosiguió en el Laboratorio de Restauración y Conservación de la Universidad Autónoma de Madrid (SECYR). La arqueóloga añade, que espera que puedan ser publicados pronto los resultados de las excavaciones.
La codirectora del Turuñuelo afirma que «este yacimiento se ha convertido en un ejemplo excepcional para el estudio de la arquitectura tartésica, así como de su organización social y económica dentro del sistema que rige el Guadiana Medio durante esta época». La extensión del yacimiento triplica la de Cancho Roano.
Las construcciones de El Turuñuelo fueron destruidas, incendiadas y selladas con arcilla por sus propios habitantes al final del siglo V a. C., ante la invasión inminente de pueblos celtas del norte.
En la primera campaña arqueológica de 2018 (mayo-junio), se exhumaron los huesos de un ser humano adulto, los pies de una estatua contemporánea griega de mármol policromado, y un corredor que rodea una construcción de gran tamaño. Este corredor que circunda el patio es el único de este tipo hallado hasta la fecha en el Mediterráneo, según Sebastián Celestino. Añade que ya se ha desenterrado el 15 % del yacimiento.
A finales de 2018, Sebastián Celestino declaró que en 2022 se seguirían realizando excavaciones.
No obstante, en 2019 se paralizaron las actuaciones, al parecer por desencuentros económicos entre los propietarios del terreno donde se encuentra el yacimiento y la Junta de Extremadura.
Se han reanudado las excavaciones en 2022, desde abril  hasta junio. Se ha excavado 800 m² y la campaña arqueológica se retomará en septiembre. Se ha sacado a la luz otro sarcófago, similar a una bañera decorada con trenzados. Además se ha exhumado una escalinata de adobe. En 2017 se desenterró una hecatombe, con restos de distintos animales sacrificados. Dignas de mencionar son la cenefa que se ha hallado en fragmentos con entrelazados en mortero de cal, nuevas estancias, la pata de bronce que formaría parte de un lecho o cama y más restos óseos. La superficie excavada se ha incrementado del 15 al 30 % del total del yacimiento.
En mayo de 2022 el yacimiento fue declarado Bien de Interés Cultural.
El 18 de abril de 2023 fue presentado el descubrimiento de varias esculturas que suponen las primeras representaciones humanas de la cultura tartésica, halladas en la quinta campaña de excavaciones realizadas por un equipo del CSIC en el yacimiento Casas de Turuñuelo de Badajoz. Se trata de cinco insólitos bustos antropomorfos datados en el siglo V antes de Cristo que suponen un cambio de paradigma en la interpretación icónica de la cultura tartésica, considerada una de las primeras civilizaciones occidentales. Hasta ese momento, se creía que era anicónica por representar la divinidad solo a través de motivos animales o vegetales, o a través de betilos (piedras sagradas). Esther Rodríguez, del equipo del Instituto de Arqueología de Mérida, mencionó en la rueda de prensa celebrada el mismo día que "Este hallazgo cambia la lectura de la historia del arte". 

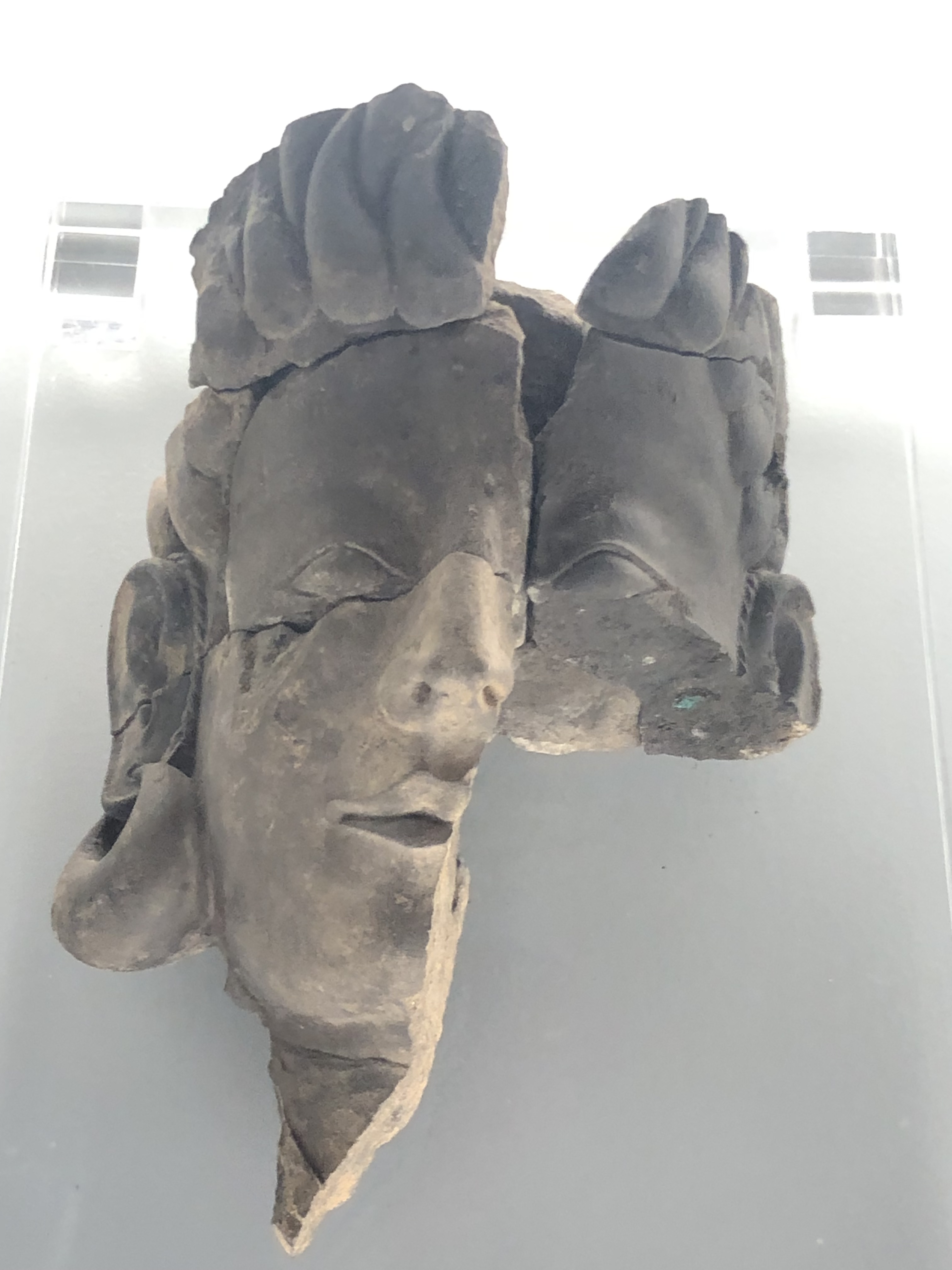
Rostro idealizado de origen tartésico encontrado en el yacimiento de El Turuñuelo de Guareña (Badajoz)

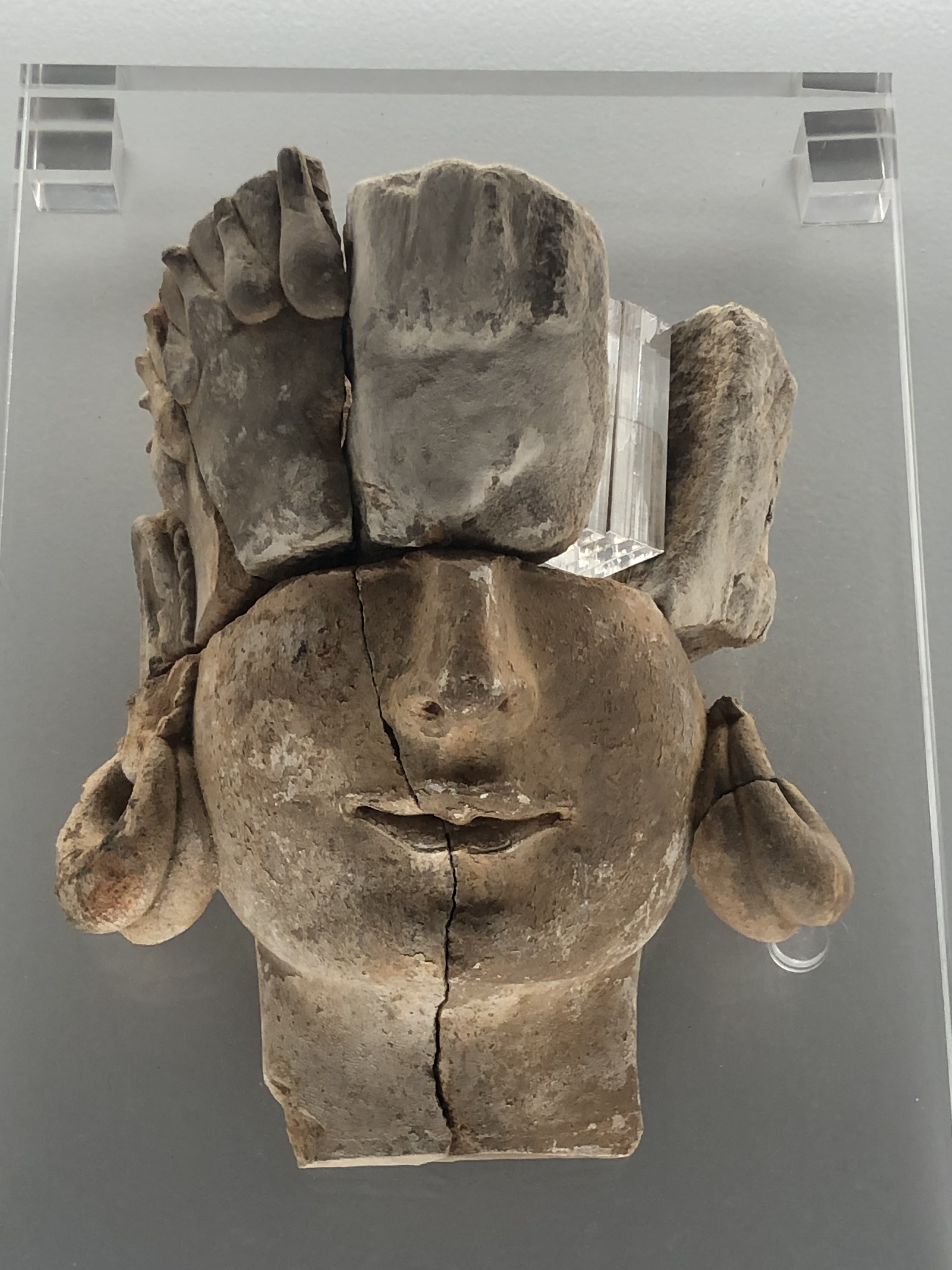
Rostro tartésico de El Turuñuelo (Badajoz)

Durante 2023, las excavaciones tratan de hallar la puerta de entrada del palacio, templo o santuario de Casas de Turuñuelo, de 2.500 años de antigüedad. Las excavaciones, al tratar de encontrar dicho acceso, encontraron cinco rostros humanos. Dos de ellos se corresponden a relieves femeninos "bastante enteros" con pendientes o arracadas que representan piezas típicas de la orfebrería tartésica. 
Hasta el momento, estas piezas de oro solo se conocían a través de los hallazgos realizados en enclaves como el yacimiento de Cancho Roano o dentro del conjunto que conforma el tesoro de Aliseda, un ajuar funerario tartésico hallado en Cáceres. Dada la calidad técnica y el detalle artístico con el que fueron elaboradas, los investigadores creen que se trata de la representación de dos divinidades femeninas del panteón tartésico. Sin embargo, no descartan que se trate de personajes destacados de la sociedad tartésica. Entre los históricos rostros hallados, equiparables a la Dama de Elche (fechada entre los siglos V y IV antes de Cristo), también se han recuperado los fragmentos de al menos otros tres bustos, uno de los cuales se atribuye a un guerrero porque se conserva parte del casco. Las joyas tartásicas y la belleza de las figuras femeninas, hacen suponer que pudieron ser esculpidas por un artesano experimentado que trabajó en la zona. Los relieves son planos por la parte posterior, lo que indica que estarían colgados a modo de ornamentación del templo y uno, el más entero, tiene "restos de color rojo", por lo que podrían estar policromados. Como característica reseñable en tales abalorios representados en las estatuillas, destacar que no eran simples aros que perforaban la oreja, sino que pendían de un cordón trenzado (posiblemente de oro),y suspendidas en la oreja.
Desde que los arqueólogos comenzaran a excavar en 2015, el yacimiento de Casas de Turuñuelo no ha dejado de dar información acerca de la misteriosa civilización que habitó en el suroeste de la península ibérica entre los siglos IX y V antes de nuestra era. Se trabaja sobre varias hipótesis respecto a la huida final de los tartesos de esa zona del suroeste peninsular: o una inminente invasión de los pueblos celtas o un fenómeno climático extremo como inundación o sequía.  El objetivo actual del equipo de Construyendo Tarteso -un proyecto de la Agencia Estatal de Investigación dentro del Plan Estatal I+D+i del Ministerio de Ciencia e Innovación- es encontrar el acceso este de los restos de este edificio de dos plantas, considerado el mejor conservado del Mediterráneo occidental de los hallados construidos en tierra hasta la fecha. Según el CSIC, este yacimiento es "singular" por su "excelente estado de conservación". El edificio en excavación ha permitido conocer "técnicas constructivas y soluciones arquitectónicas que hasta la fecha no se habían documentado en un yacimiento tartésico". Además de una hipotética bóveda, destaca la gran escalera del patio, de al menos diez peldaños realizados con sillares y pizarra. También se ha encontrado una escultura de mármol procedente del monte Pentélico, del que solo se tienen los pies, vidrios de origen macedónico y marfiles etruscos, lo cual "evidencia la riqueza cultural y material de este singular enclave". El hallazgo de los rostros del Turuñuelo ha sido referido como uno de los 10 hitos más importante de la arqueología mundial en 2023.
En 2024 se halló una tablilla de pizarra en la que acompañando a las figuras de tres guerreros tartesios se encontró un conjunto de letras de lo que podría ser una especie de dialecto, con rasgos propios del territorio y una excepción con respecto al resto de escrituras paleohispánicas.